# Юніон Тауншип (округ Адамс, Пенсільванія)
Юніон Тауншип (англ. Union Township) — селище (англ. township) в США, в окрузі Адамс штату Пенсільванія. Населення — 3076 осіб (2020).

## Демографія
Згідно з переписом 2010 року, у селищі мешкало 3148 осіб у 1144 домогосподарствах у складі 941 родини. Було 1207 помешкань
Расовий склад населення:
| - 97,0 % — білих - 0,7 % — азіатів - 0,6 % — чорних або афроамериканців - 0,1 % — корінних американців |

До двох чи більше рас належало 1,3 %. Частка іспаномовних становила 2,1 % від усіх жителів.
За віковим діапазоном населення розподілялося таким чином: 23,6 % — особи молодші 18 років, 61,0 % — особи у віці 18—64 років, 15,4 % — особи у віці 65 років та старші. Медіана віку мешканця становила 43,7 року. На 100 осіб жіночої статі у селищі припадало 99,4 чоловіків;  на 100 жінок у віці від 18 років та старших — 101,3 чоловіків також старших 18 років.
Середній дохід на одне домашнє господарство  становив 88 148 доларів США (медіана — 74 000), а середній дохід на одну сім'ю — 94 010 доларів (медіана — 80 341). Медіана доходів становила 57 813 долари для чоловіків та 36 016 доларів для жінок. За межею бідності перебувало 1,9 % осіб, у тому числі 2,0 % дітей у віці до 18 років та 1,9 % осіб у віці 65 років та старших.
Цивільне працевлаштоване населення становило 1619 осіб. Основні галузі зайнятості: освіта, охорона здоров'я та соціальна допомога — 19,2 %, виробництво — 17,4 %, роздрібна торгівля — 12,2 %, науковці, спеціалісти, менеджери — 9,9 %.